# Deutsche Floorballnationalmannschaft
Die deutsche Floorballnationalmannschaft repräsentiert den Floorball-Verband Deutschland bei Länderspielen und internationalen Turnieren in der Sportart Floorball (auch bekannt als Unihockey).

## Geschichte
Das erste Länderspiel mit deutscher Beteiligung in dieser relativ jungen Sportart fand am 20. Februar 1994 in Konstanz gegen Tschechien statt, das die Tschechen mit 9:1 gewinnen konnten. Im Jahr darauf nahm das Team an der Europameisterschaft in der Schweiz teil, verlor aber alle fünf Spiele. Bei der Weltmeisterschaft 1996 folgte der erste Sieg (11:0 gegen Singapur). Seitdem spielt die deutsche Floorballnationalmannschaft regelmäßig bei den internationalen Turnieren und unternimmt auch Freundschaftsspiele. Am 27. April 2008 fand das 82. Länderspiel statt. Die bislang meisten Länderspiele bestritt Christian Fritsche, nämlich 66 seit 1997.

## Kader

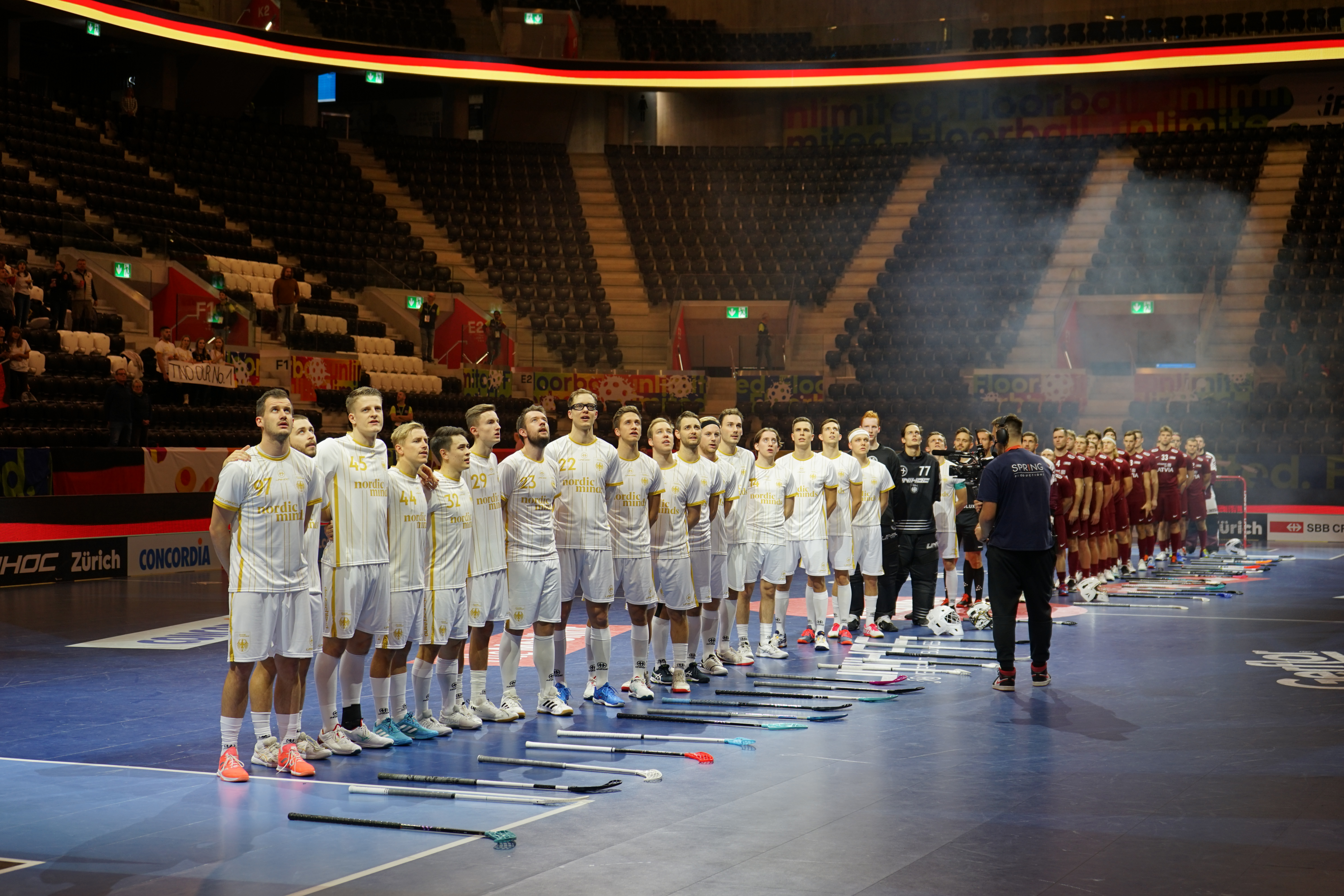
Das Nationalteam bei der Floorball-Weltmeisterschaft 2022

| Position           | Spielername          | Nummer | Jahrgang                         | Verein                           | Ausleger |
| ------------------ | -------------------- | ------ | -------------------------------- | -------------------------------- | -------- |
| Torhüter           | Jan Lemke            | 77     | 1999                             | Floorball Thurgau ( LUPL)        | –        |
| Torhüter           | Jan Saurbier         | 63     |                                  | DJK Holzbüttgen                  | –        |
| Verteidiger        |                      |        |                                  |                                  |          |
| Jonathan Heins     | 3                    |        | FBC Lerum ( Allsvenskan (II.))   | Rechts                           |          |
| Jan Berbig         | 9                    |        | UHC Sparkasse Weißenfels         | Links                            |          |
| Tim Böttcher (C)   | 15                   | 1991   | UHC Sparkasse Weißenfels         | Rechts                           |          |
| Svenson Hoppe      | 20                   | 1999   | MFBC Leipzig                     | Links                            |          |
| Tino von Pritzbuer | 32                   | 1996   | UHC Waldkirch St. Gallen ( LUPL) | Rechts                           |          |
| Philipp Wilbrand   | 44                   | 2003   | ETV Piranhhas Hamburg            | Links                            |          |
| Niklas Rutz        | 45                   | 1999   | HC Rychenberg Winterthur ( LUPL) | Links                            |          |
| Stürmer            | Hannes Langenstrass  | 2      |                                  | Floor Fighters Chemnitz          | Links    |
| Stürmer            | Florian Weißkirchen  | 7      | 1998                             | SSF Dragons Bonn                 | Links    |
| Stürmer            | Nils Hofferbert      | 8      | 2000                             | DJK Holzbüttgen                  | Rechts   |
| Stürmer            | Janos Bröker         | 10     | 1994                             | DJK Holzbüttgen                  | Links    |
| Stürmer            | Vincent Jordan       | 14     | 2001                             | Berlin Rockets                   | Rechts   |
| Stürmer            | Flemming Kühl        | 17     | 1998                             | ETV Piranhhas Hamburg            | Links    |
| Stürmer            | Adam Lundgren        | 21     |                                  | Unihockey Basel Regio ( LUPL)    | Links    |
| Stürmer            | Michel Wöcke         | 22     | 1995                             | HC Rychenberg Winterthur ( LUPL) | Links    |
| Stürmer            | Jakob Heins          | 29     | 2004                             | Pixbo Wallenstam IBK ( SSL)      | Rechts   |
| Stürmer            | Leo Häfner           | 36     | 1993                             | FbŠ Bohemians ( Superliga)       | Links    |
| Stürmer            | Ferdinand Ondruschka | 73     |                                  | UHC Sparkasse Weißenfels         | Links    |

## Platzierungen

### Weltmeisterschaften
Anmerkung: Ergebnisse bei B-WM-Teilnahmen sind kursiv dargestellt. Die Gesamtplatzierung gibt die Platzierung divisionsübergreifend an. 
|      | Turnier | Platz          | Teil- nehmer | Gesamt- platzierung |
| ---- | ------- | -------------- | ------------ | ------------------- |
| 1996 | A-WM    | Platz 08       | 012          | Platz 08 (12)       |
| 1998 | A-WM    | Platz 08       | 08           | Platz 08 (14)       |
| 2000 | B-WM    | Platz 01       | 08           | Platz 09 (16)       |
| 2002 | A-WM    | Platz 08       | 08           | Platz 08 (24)       |
| 2004 | A-WM    | Platz 08       | 10           | Platz 08 (20)       |
| 2006 | A-WM    | Platz 10       | 10           | Platz 10 (20)       |
| 2008 | B-WM    | Platz 1 (Gr.A) | 10           | Platz 11 (20)       |

Danach wurde der WM-Modus geändert, wodurch es nun keine Divisionen mehr gibt, dafür aber eine Qualifikation.
|       | Gastgeber  | Platz    | Teilnehmer (Endrunde) | Teilnehmer (Insgesamt) |
| ----- | ---------- | -------- | --------------------- | ---------------------- |
| 2010  | Finnland   | Platz 10 | 16                    | 31                     |
| 2012  | Schweiz    | Platz 4  | 16                    | 28                     |
| 2014  | Schweden   | Platz 9  | 16                    | 31                     |
| 2016  | Lettland   | Platz 7  | 16                    | 33                     |
| 2018  | Tschechien | Platz 6  | 16                    | 33                     |
| 2021* | Finnland   | Platz 9  | 16                    |                        |
| 2022  | Schweiz    | Platz 6  | 16                    |                        |
| 2024  | Schweden   | Platz 8  | 16                    |                        |

* Durch die Pandemie von 2020 auf 2021 verschoben.
Die nächste Weltmeisterschaft der Herren findet vom 7.-15.12.2025 in Malmö, Schweden statt.

### Europameisterschaften
|      | Platz    | Teil- nehmer |
| ---- | -------- | ------------ |
| 1995 | Platz 11 | 11           |

## Trainer
- Johannes Baur (1994–1996)
- Felix Coray (1997–2000)
- Lutz Gahlert (2000–2004)
- Renato Wyss (2004–2008)
- Micael Svensson (2008–2011)
- Philippe Soutter (2011–2017)
- Remo Hubacher (2017–2020)
- Atte Ronkanen[4] (2020)
- Martin Brückner[5][6] (2020–2025)
- Santeri Raatarila[7] (2025–)

## WM-Rekordspieler
Hinweis: Anders als bei der IFF werden hier auch B-WM-Spiele gezählt. Gelb markierte Spieler waren noch Teil der letzten Weltmeisterschaft. Standardmäßig sortiert nach Einsätzen. Angezeigt werden je Einsätze und Scorerpunkte die All-Time-Top 5 inkl. die Top 4 des aktuellen Kaders.
| Pl.                 | Name                                                             | Team(s)                                                                            | Einsätze | Tore | Assists | Punkte      | Zeitraum    |
| ------------------- | ---------------------------------------------------------------- | ---------------------------------------------------------------------------------- | -------- | ---- | ------- | ----------- | ----------- |
| 1.                  | Tim Böttcher                                                     | UHC Sparkasse Weißenfels                                                           | 51       | 1    | 5       | 6           | 2010 – 2024 |
| 2.                  | Janos Bröker                                                     | SSF Dragons Bonn, TV Lilienthal und DJK Holzbüttgen                                | 40       | 21   | 24      | 45          | 2014 – 2024 |
| 3.                  | Erik Schuschwary                                                 | Unihockey Igels Dresden, Florbal Ústí (), Floor Fighters Chemnitz und MFBC Leipzig | 39       | 9    | 5       | 14          | 2012 – 2022 |
| 4.                  | Ingmar Penzhorn                                                  | CFC bzw. SC DHfK Leipzig und Unihockey Langenthal-Aaarwangen ()                    | 36       | 8    | 2       | 10          | 1998 – 2010 |
| 5.                  | Kristian Holtz                                                   | u. a. Hagunda IF ()                                                                | 33       | 20   | 21      | 41          | 2002 – 2012 |
| 5.                  | Matthias Siede                                                   | UHC Sparkasse Weißenfels                                                           | 33       | 7    | 4       | 11          | 2014 – 2022 |
| 5.                  | Tino von Pritzbuer                                               | VfL Red Hocks Kaufering, SV Wiler-Ersigen () und UHC Waldkirch-St. Gallen ()       | 33       | 11   | 10      | 21          | seit 2014   |
| …                   |                                                                  |                                                                                    |          |      |         |             |             |
|                     | Dominic Mucha                                                    | u. a. UHC Mittelland ()                                                            | 28       | 30   | 20      | 50          | 2006 – 2014 |
| Manuel Mucha        | u. a. UHC Mittelland ()                                          | 28                                                                                 | 21       | 18   | 39      | 2006 – 2014 |             |
| …                   |                                                                  |                                                                                    |          |      |         |             |             |
| 14.                 | Svenson Hoppe                                                    | MFBC Leipzig                                                                       | 27       | 8    | 12      | 20          | seit 2018   |
| 14.                 | Flemming Per Kühl                                                | ETV Piranhhas Hamburg, SV Wiler-Ersigen U21 () und HC Rychenberg Winterthur ()     | 27       | 1    | 4       | 5           | seit 2018   |
| …                   |                                                                  |                                                                                    |          |      |         |             |             |
|                     | Fredrik Holtz                                                    | u. a. Hagunda IF ()                                                                | 20       | 25   | 25      | 50          | 2006 – 2012 |
| Jan Lemke           | Grasshopper Club Zürich, UHC Uster und Floorball Thurgau (alle ) | 20                                                                                 | 0        | 1    | 1       | seit 2020   |             |
| Nils Hofferbert     | DJK Holzbüttgen                                                  | 20                                                                                 | 9        | 16   | 25      | seit 2020   |             |
| Florian Weißkirchen | SSF Dragons Bonn und Chur Unihockey U21 ()                       | 20                                                                                 | 8        | 3    | 11      | seit 2020   |             |
| …                   |                                                                  |                                                                                    |          |      |         |             |             |
|                     | Jakob Heins                                                      | Blau Weiß 96 Schenefeld und Pixbo Wallenstam IBF ()                                | 14       | 12   | 11      | 23          | seit 2022   |
| …                   |                                                                  |                                                                                    |          |      |         |             |             |
| Stand: 19.12.2024   |                                                                  |                                                                                    |          |      |         |             |             |